# Brattskarvet
Brattskarvet är ett berg i Antarktis. Det ligger i Östantarktis. Norge gör anspråk på området. Toppen på Brattskarvet är 2 103 meter över havet, eller 735 meter över den omgivande terrängen. Bredden vid basen är 7,3 km.
Terrängen runt Brattskarvet är platt åt nordväst, men åt sydost är den kuperad. Trakten är obefolkad. Det finns inga samhällen i närheten. 